# Briga (Kostel, Slovenija)
Briga je naselje u slovenskoj Općini Kostelu. Briga se nalazi u pokrajini Dolenjskoj i statističkoj regiji Jugoistočnoj Sloveniji. 

## Stanovništvo
Prema popisu stanovništva iz 2002. godine naselje je imalo 18 stanovnika.